# Championnat du Ghana de football 2009-2010
Navigation
Saison précédente Saison suivante
La saison 2009-2010 du Championnat du Ghana de football est la cinquantième édition de la première division au Ghana, la Glo Premier League. Elle regroupe, sous forme d'une poule unique, les seize meilleures équipes du pays qui se rencontrent deux fois, à domicile et à l'extérieur. En fin de saison, les trois derniers du classement sont relégués et remplacés par les trois meilleures formations de deuxième division.
C'est l'un des clubs promus de Second League, Aduana Stars, qui remporte le championnat cette saison après avoir terminé en tête du classement final, à égalité de points mais une meilleure différence de buts particulière qu'Ashanti Gold SC. Hearts of Oak SC, tenant du titre, complète le podium, à six points du duo de tête. C'est donc le tout premier titre de champion du Ghana de l'histoire du club.
Cette victoire d'Aduana Stars est exceptionnelle à plus d'un titre. Tout d'abord, c'est la première fois dans l'histoire du championnat ghanéen qu'un promu remporte la compétition. Ensuite, c'est la première victoire d'un club autre que les deux cadors ghanéens (Asante Kotoko et Hearts of Oak), qui se partageaient les titres depuis 1996. Enfin, le club devient le champion avec la plus faible moyenne de buts marqués avec seulement 19 buts inscrits en 30 rencontres, la plus mauvaise attaque du championnat, c'est un record mondial.

## Les clubs participants
| - Hearts of Oak SC - Asante Kotoko - Ashanti Gold SC - New Edubiase United - Promu de D2 - Real Tamale United - King Faisal Babies - Berekum Arsenal - Berekum Chelsea | - All Stars FC - Kessben FC - Hearts of Lions Kpando - Great Olympics - Promu de D2 - Sekondi Hasaacas - Aduana Stars - Promu de D2 - Liberty Professionals - Eleven Wise |

## Compétition
Le barème de points servant à établir les classements se décompose ainsi :
- Victoire : 3 points
- Match nul : 1 point
- Défaite : 0 point

### Classement
| Rang | Équipe                 | Pts | J  | G  | N  | P  | Bp | Bc | Diff |
| ---- | ---------------------- | --- | -- | -- | -- | -- | -- | -- | ---- |
| 1    | Aduana StarsP          | 53  | 30 | 15 | 8  | 7  | 19 | 10 | +9   |
| 2    | Ashanti Gold SC        | 53  | 30 | 15 | 8  | 7  | 36 | 22 | +14  |
| 3    | Hearts of Oak SCT      | 47  | 30 | 13 | 8  | 9  | 39 | 30 | +9   |
| 4    | Hearts of Lions Kpando | 46  | 30 | 13 | 7  | 10 | 38 | 34 | +4   |
| 5    | Asante Kotoko          | 44  | 30 | 11 | 11 | 8  | 35 | 27 | +8   |
| 6    | All Stars FC           | 44  | 30 | 12 | 8  | 10 | 33 | 33 | 0    |
| 7    | Berekum Arsenal        | 43  | 30 | 12 | 7  | 11 | 27 | 33 | -6   |
| 8    | Berekum Chelsea        | 42  | 30 | 11 | 9  | 10 | 26 | 20 | +6   |
| 9    | Kessben FC -3          | 42  | 30 | 14 | 3  | 13 | 39 | 44 | -5   |
| 10   | King Faisal Babies     | 42  | 30 | 12 | 6  | 12 | 35 | 27 | +8   |
| 11   | Real Tamale United     | 40  | 30 | 11 | 7  | 12 | 31 | 36 | -5   |
| 12   | New Edubiase UnitedP   | 39  | 30 | 11 | 6  | 13 | 32 | 33 | -1   |
| 13   | Liberty Professionals  | 38  | 30 | 10 | 8  | 12 | 32 | 29 | +3   |
| 14   | Great OlympicsP        | 34  | 30 | 9  | 7  | 14 | 31 | 40 | -9   |
| 15   | Eleven Wise            | 31  | 30 | 8  | 7  | 15 | 38 | 47 | -9   |
| 16   | Sekondi Hasaacas       | 21  | 30 | 5  | 6  | 19 | 28 | 54 | -26  |

|  | Qualification pour la Ligue des champions de la CAF 2011 |
|  | Qualification pour la Coupe de la confédération 2011     |
|  | Relégation directe en deuxième division                  |
|  | T : Tenant du titre P : Promu de deuxième division       |

## Bilan de la saison
| Championnat du Ghana de football 2009-2010 |                          |
| Champion                                   | Aduana Stars (1er titre) |
| Coupes et trophées                         |                          |
| Vainqueur de la Coupe du Ghana 2009-2010   | Non disputée             |
| Qualifications continentales               |                          |
| Ligue des champions de la CAF 2011         | Aduana Stars             |
| Coupe de la confédération 2011             | Ashanti Gold SC          |
| Promotions et relégations                  |                          |
| Promus en Premier League                   | Ebusua Dwarfs            |
| Promus en Premier League                   | Brong Ahafo Stars        |
| Promus en Premier League                   | Mighty Jets Tudu         |
| Relégués en Second League                  | Great Olympics           |
| Relégués en Second League                  | Eleven Wise              |
| Relégués en Second League                  | Sekondi Hasaacas         |